# Polnische Badmintonmeisterschaft 2019
Die Polnische Badmintonmeisterschaft 2019 fand vom 31. Januar bis zum 3. Februar 2019 in Gniezno statt. Es war die 55. Austragung der Titelkämpfe.

## Medaillengewinner
| Disziplin    | Gold                                                                         | Silber                                                                                      | Bronze |
| ------------ | ---------------------------------------------------------------------------- | ------------------------------------------------------------------------------------------- | --- |
| Herreneinzel | Adrian Dziółko (Hubal Białystok)                                             | Michał Rogalski (Hubal Białystok)                                                           | Mateusz Dubowski (Hubal Białystok) Maciej Poulakowski (SKB Litpol-Malow Suwałki)                                                                                |
| Dameneinzel  | Kamila Augustyn (SKB Litpol-Malow Suwałki)                                   | Wiktoria Dąbczyńska (MKS Orlicz Suchedniów)                                                 | Joanna Rudna (-) Karolina Władzińska (-) |
| Herrendoppel | Adam Cwalina (SKB Litpol-Malow Suwałki) Miłosz Bochat (MLKS Solec Kujawski)  | Michał Łogosz (SKB Litpol-Malow Suwałki) Przemysław Wacha (Technik Głubczyce)               | Paweł Pietryja (UKS Plesbad Pszczyna) Jan Rudziński (AZS AGH Kraków) Jacek Kołumbajew (AZS UM Łódź) Piotr Wasiluk (OSSM-SMS Białystok)                          |
| Damendoppel  | Agnieszka Wojtkowska (Hubal Białystok) Aneta Wojtkowska (Hubal Białystok)    | Wiktoria Dąbczyńska (MKS Orlicz Suchedniów) Aleksandra Goszczyńska (UKSB Milenium Warszawa) | Paulina Hankiewicz (ABRM Warszawa) Dominika Kwaśnik (UKS Feniks Kędzierzyn-Koźle) Kornelia Marczak (UKS Plesbad Pszczyna) Magdalena Świerczyńska (UKS Baranowo) |
| Mixed        | Paweł Pietryja (UKS Plesbad Pszczyna) Agnieszka Wojtkowska (Hubal Białystok) | Paweł Śmiłowski (Hubal Białystok) Magdalena Świerczyńska (UKS Baranowo)                     | Adrian Dziółko (Hubal Białystok) Aneta Wojtkowska (Hubal Białystok) Robert Cybulski (-) Wiktoria Adamek (OSSM SMS Białystok)                                    |